# Carolusmolen

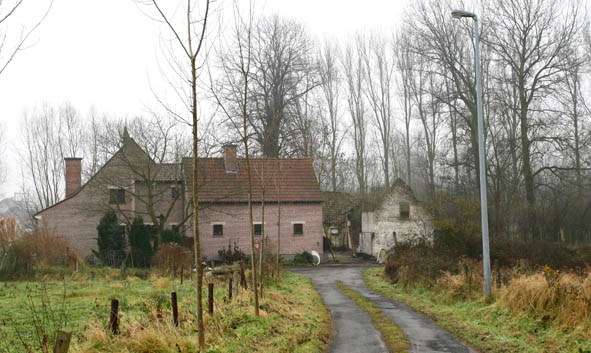

De Carolusmolen is een voormalige watermolen op de Molenbeek aan de Callebautdreef in Borsbeke (Herzele). De bovenslagmolen werd in 1773 gebouwd en stond al op de Ferrariskaart. Het scheprad en de sluis bleven bewaard. In 1994 werd een deel van de moleninrichting gesloopt.
- Inventaris van het Bouwkundig Erfgoed (Vlaanderen): 8952